# عمر موسى باشا
عمر موسى باشا (12 مارس 1925 في حماة، سوريا - 22 مايو 2016 هيوستن، الولايات المتحدة) هو أديب، وكاتب، وأكاديمي محقق، وشاعر سوري، له عدة مؤلفات أدبية وتحقيقات علمية ومؤلفات شعرية، وكان مستشار الاتحاد العالمي للمؤلفين باللغة العربية في باريس، وعضو جمعية نشر اللغة العربية في كراتشي، وعضو اتحاد الكتاب العرب ورئيس فرع الاتحاد في دمشق من 1993 - 1995، ومقرر جمعية البحوث والدراسات، ساهم بالتعريف بالتراث الأدبي في العصور الأيوبية والمملوكية، وألّف كُتبًا عن ذلك، منها تاريخ الأدب العربي (العصر المملوكي)، والأدب في بلاد الشام (عصور الزنكيين والأيوبيين والمماليك).

## مؤهلاته العلمية
حصل على إجازة في اللغة العربية عام 1953 من جامعة دمشق، ودبلوم التربية من المعهد العالي للمعلمين في نفس العام، ودبلوم في المخطوطات من باريس عام 1972، وماجستير من جامعة القاهرة عام 1961، ودكتوراه من الجامعة نفسها عام 1964.

## حياته المهنية
عمل أستاذًا في قسم اللغة العربية بجامعة دمشق، عام 1965، ورئيساً للقسم نفسه عام 1995، كما كان مستشارًا في الاتحاد العالمي للمؤلفين باللغة العربية بباريس عام 1983، وعضوًا في جمعية نشر اللغة العربية في كراتشي عام 1988، وعضو جمعية البحوث والدراسات، من عام 1976 حتى 1990، إضافة إلى أنه كان عضو اتحاد الكتاب العرب، عام 1970، ورئيس الاتحاد في فرع دمشق بين عامي (1993-1995)، كما عمل أستاذًا مشرفًا في أكاديمية أوكسفورد للدراسات العالية/ قسم الدراسات العربية والإسلامية 1991، وكان عضوًا في المجمع العلمي العالي بدمشق عام 1993، كما حضر مؤتمرات وملتقيات عدة في باريس، والجزائر، والصين، وحلب، والمغرب، واللاذقية، وباكستان وإيران.

## أعماله

### شعر
- ديوان عذارى (1948)[6]

### مؤلفات ودراسات أدبية
- ابن نباتة المصري (1963)
- ابن النقيب (1970)
- العفيف التلمساني (1982)
- الأدب في بلاد الشام (عصور الزنكبين والأيوبيين والمماليك) (1967)[11]
- أوراق مسافر (وصف لمشاهداته وانطباعاته في الصين)(1985).
- تاريخ الأدب العربي في العصر المملوكي (1986)
- تاريخ الأدب العربي في العصر العثماني (1986)[12]
- الأدب في بلاد الشام (من العصر الإسلامي وحتى نهاية العصر العباسي) (1986)
- الأدب العربي في العصر المملوكي والعصر العثماني (جزءان) (1986)
- من الوجود العربي (بين الأصالة والإعجاز والحداثة) (1987)
- نظرات جديدة في غفران أبي العلاء (1989)[13]
- شمس الشعراء أمين الجندي (1992)[14]
- قطب العصر، عمر اليافي (1992)
- أوراق كويتية (مشاهداته وانطباعاته عن زيارته للكويت)-(مخطوط).
- بين الأصالة والحداثة-(مخطوط).

### تحقيقات
- آداب المؤاكلة لبدر الدين الغزي (1967)[15]
- آداب العشرة وذكر الصحبة والأخوة، لبدر الدين الغزي. (1968) [16]
- ديوان الصاحب شرف الدين الأنصاري. (1967)[17]
- مجرى السوابق لابن حجة الحموي (1974)
- مطلع الفوائد ومجمع الفرائد لابن نباتة المصري (1972)
- قرى الضيف في وصف أيام الصيف لابن الريان (1990)
- قهوة الإنشاء لابن حجة الحموي (1990)
- الزبدة في شرح البردة؛ لبدر الدين الغزي (1973)
- سوق الرقيق؛ لابن نباتة المصري (1990)
- القطر النباتي لابن نباتة المصري (1990)

## وصلات خارجية
- عمر موسى باشا على موقع أرشيف الشارخ.
- كتاب أدباء مكرمون، د.عمر موسى باشا، دراسات وشھادات ونماذج شعریة، كتاب صادر عن اتحاد الكتاب العرب، دمشق. 2001.